# Hokah
Hokah es una ciudad ubicada en el condado de Houston, Minnesota, Estados Unidos. Según el censo de 2020, tiene una población de 553 habitantes.
Es parte del área metropolitana de La Crosse. 

## Geografía
La ciudad está ubicada en las coordenadas 43°45′36″N 91°20′58″O / 43.76000, -91.34944. Según la Oficina del Censo de los Estados Unidos, Hokah tiene una superficie total de 1.85 km², de la cual 1,81 km² corresponden a tierra firme y 0.04 km² es agua.

## Demografía
Según el censo de 2020, hay 553 personas residiendo en Hokah. La densidad de población es de 305.52 hab./km². El 95.84 % son blancos, el 0.18 % es afroamericano, el 0.90 % son amerindios, el 0.36% son asiáticos, el 0.36 % son de otras razas y el 2.35 % son de una mezcla de razas. Del total de la población, el 1.08 % son hispanos o latinos de cualquier raza.